# Tetractomia kostermansii
Tetractomia kostermansii är en vinruteväxtart som beskrevs av Thomas Gordon Hartley. Tetractomia kostermansii ingår i släktet Tetractomia och familjen vinruteväxter. Inga underarter finns listade i Catalogue of Life.